# Johnny (Di-rect)
Johnny is een nummer van de Haagse rockband DI-RECT uit 2007. Het is de derde single van hun titelloze vierde studioalbum.
Het nummer werd een bescheiden hitje in Nederland. Het was, na A Good Thing, de meest succesvolle single van het album "Di-rect". In de Nederlandse Top 40 bereikte het een bescheiden 26e positie, terwijl het in de 3FM Mega Top 50 de 2e positie behaalde.